# Kaolack (région)
Pour les articles homonymes, voir Kaolack (homonymie).
Pour les articles ayant des titres homophones, voir Kaolak (rivière) et Khao Lak.
La région de Kaolack est l'une des 14 régions administratives du Sénégal. Située dans le centre-ouest du pays, elle est frontalière avec la Gambie, à cheval sur la zone sahélienne Sud et la zone soudanienne Nord. 
Le chef-lieu régional est la ville de Kaolack.

## Situation géographique
Elle est limitée :
- au Nord par la région de Fatick (département de Gossas) ;
- à l’Est par la région de Kaffrine ;
- au Sud par la République de Gambie ;
- à l’Ouest par la région de Fatick (départements de Foundiougne et Fatick).

|                  | région de Fatick       |                    |
| région de Fatick | Kaolack                | région de Kaffrine |
|                  | Division de North Bank |                    |

## Organisation territoriale
La région de Kaolack est issue de la réforme administrative de mars 1984 qui instaure un découpage du pays en 10 régions. Ainsi la région naturelle du Sine-Saloum, est divisée en deux : Fatick et Kaolack. Elle compte alors trois départements : Kaolack, Kaffrine et Nioro du Rip.
La réforme 10 septembre 2008, érige le département de Kaffrine en région. La région de Kaolack se voit réduite à sa partie occidentale, elle s'étend à trois départements Kaolack, Nioro du Rip et Guinguinéo, Guinguinéo étant transféré de la région de Fatick.
Le ressort territorial actuel, ainsi que le chef-lieu des régions, départements et arrondissements sont ceux fixés par ledit décret qui abroge toutes les dispositions antérieures contraires.

### Départements
Depuis le redécoupage d'août 2008, la région est divisée en 3 départements :
- Guinguinéo ;
- Kaolack ;
- Nioro du Rip.

### Arrondissements
La région est constituée de 41 communes regroupées en 8 arrondissements :
- Koumbal ;
- Ndiédieng ;
- Sibassor ;
- Médina Sabakh ;
- Paoskoto ;
- Wack Ngouna ;
- Mbadakhoune ;
- Nguélou.

### Communes
Les localités suivantes ont le statut de commune :
- Gandiaye ;
- Kahone ;
- Kaolack ;
- Ndoffane ;
- Nioro du Rip ;
- Keur Madiabel ;
- Guinguinéo ;
- Sibassor (2010)[4] ;
- Fass (2011)[5] ;
- Mboss (2011)[6].